# Зиганшин, Абдулла Абдрахманович
Абдулла́ Абдрахма́нович Зига́ншин (22 июня 1917, Татарский Толкиш, Чистопольский уезд, Казанская губерния, Российская империя — 3 марта 2015, Казань, Россия) — татарский советский учёный-агроном, преподаватель высшей школы. Проректор Казанского сельскохозяйственного института (1952—1955), заместитель директора по науке Татарского НИИ сельского хозяйства (1965—1974), доктор сельскохозяйственных наук (1969), профессор (1970). Заслуженный деятель науки Татарской АССР (1970), лауреат Государственной премии Республики Татарстан в области науки и техники (2001). Почётный член Академии Наук Республики Татарстан, действительный член Петровской академии наук и искусств. Участник Великой Отечественной войны. Член ВКП(б) с 1941 года.

## Биография
Родился 22 июня 1917 года в с. Татарский Толкиш ныне Чистопольского района Республики Татарстан.
В 1934 году окончил Чистопольский сельскохозяйственный техникум, в 1939 году — Казанский сельскохозяйственный институт. В 1939—1941 годах заведовал Дубьязским, Актанышским, Акташским сортоучастками Татарской АССР.
В июне 1941 года призван в РККА. Участник Великой Отечественной войны: в 1941 году вступил в ВКП(б), в 1942 году окончил Чкаловское (Оренбургское) танковое училище, по окончании которого направлен в штаб в Баку, командир танковой роты 15 танковой бригады на Северо-Кавказском и Южном фронте. Завершил войну командиром дивизиона в 8 Чентоховской Краснознамённой самоходной артиллерийской дивизии на 2 Белорусском и 1 Украинском фронте, капитан; дослужился до майора. Освобождал города Ростов-на-Дону, Минск, Белосток, Бреславль, Бриг (Бжег). Был ранен, инвалид Великой Отечественной войны. Демобилизовался из армии в июле 1945 года. Награждён орденами и медалями.
С 1945 года на административно-научных должностях в Казани: до 1950 года — заместитель директора Казанской селекционной станции, в 1950—1952 годах — начальник Управления сельскохозяйственной пропаганды Министерства сельского хозяйства Татарской АССР. В 1952—1955 годах был проректором Казанского сельскохозяйственного института. В 1955–1961 годах заведовал кафедрой сельского хозяйства Казанской высшей партийной школы, в 1961—1965 годах — доцент и заведующий кафедрой растениеводства Казанского сельскохозяйственного института. В 1965—1974 годах был заместителем директора по науке Татарского НИИ сельского хозяйства, доктор сельскохозяйственных наук, профессор.
В 1974—1980 годах — заведующий кафедрой растениеводства Марийского государственного университета.
В 1980—1990 годах — вновь заведующий кафедрой растениеводства Казанского сельскохозяйственного института, в 1990—2004 годах — профессор этой кафедры.
Ушёл из жизни 3 марта 2015 года в Казани, похоронен там же.

## Научно-педагогическая деятельность
В 1950 году окончил аспирантуру Казанского сельскохозяйственного института под руководством В. П. Мосолова, защитил кандидатскую диссертацию. Кандидат сельскохозяйственных наук (1951).
В 1968 году успешно защитил докторскую диссертацию в Саратовском сельскохозяйственном институте. Доктор сельскохозяйственных наук (1969), профессор (1970). Под его руководством разрабатывалась проблема программирования урожайности основных полевых культур в Татарстане и в зоне лесостепи Поволжья с конца 1960-х годов.
Будучи заведующим кафедрой растениеводства Марийского государственного университета, внёс большой вклад в подготовку агрономов Марийской республики. Как ученик академика В. П. Мосолова — один из инициаторов проведения в Йошкар-Оле Мосоловских чтений в 1977 году. Также известен как соавтор (наряду с Н. Ф. Масловой) книги о научном наследии академика В. П. Мосолова «Ключ от земли» (1987).
Известен и как специалист по технологии возделывания гороха. Одним из первых в стране в соавторстве со своим учеником в монографии «Факторы запрограммированных урожаев» предложил систему программирования урожаев, развитую в его монографии «Современные технологии и программировании урожайности».
С 1970-х годов состоял членом Научного совета по программированию урожайности Всесоюзной академии сельскохозяйственных наук им. В. И. Ленина, являлся председателем аналогичного совета Российского отделения этой академии. Являлся Почётным членом Академии Наук Республики Татарстан и действительным членом Петровской академии наук и искусств.
Является автором более 200 опубликованных научных работ, среди них – 22 монографии и 18 брошюр. Подготовил 11 докторов и более 40 кандидатов сельскохозяйственных наук. До 85 лет читал лекции студентам Казанского сельскохозяйственного института.
В 1970 году ему присвоено почётное звание «Заслуженный деятель науки Татарской АССР». Лауреат премии ВАСХНИЛ и премии Академии Наук Татарстана имени В.П. Мосолова. В 2001 году стал лауреатом Государственной премии Республики Татарстан в области науки и техники. Также награждён орденом «Знак Почёта», медалями и Почётной грамотой Президиума Верховного Совета Марийской АССР.

## Звания и награды
- Заслуженный деятель науки Татарской АССР (1970)[1][2][3][4]
- Лауреат Государственной премии Республики Татарстан в области науки и техники (2001)[1][2][3][4]
- Лауреат премии ВАСХНИЛ[2][3]
- Орден Красного Знамени (14.03.1945)[5]
- Орден Отечественной войны I степени (06.04.1985)[5]
- Орден Отечественной войны II степени (16.04.1944)[5]
- Орден Александра Невского (13.07.1944)[5]
- Орден Красной Звезды (23.02.1943)[5]
- Орден «Знак Почёта»[2]
- Медаль «За оборону Кавказа»[2][5]
- Золотая медаль ВДНХ[2][3]
- Серебряная медаль ВДНХ[2][3]
- Медаль «За доблестный труд. В ознаменование 100-летия со дня рождения Владимира Ильича Ленина»[2][3]
- Медаль «Ветеран труда»[2][3]
- Почётная грамота Президиума Верховного Совета Марийской АССР (1977)[1] [4]